# Heliotropium lagoense
Heliotropium lagoense là loài thực vật có hoa trong họ Mồ hôi. Loài này được (Warm.) Gürke mô tả khoa học đầu tiên năm 1893.